# Hard Car - Desiderio sfrenato del piacere
Hard Car - Desiderio sfrenato del piacere (anche solo Desiderio sfrenato del piacere o Desiderio sfrenato) è un film del 1989 diretto dal truccatore Giovanni Amadei, nella sua unica esperienza come regista.

## Trama
La giovane Annie, bella e disinibita, s'impadronisce d'un prezioso floppy-disk d'una multinazionale ed è inseguita da tre uomini che vogliono praticarle violenza. Durante la fuga, passa poi al contrattacco.